# 马克西姆·德尚
马克西姆·德尚（法語：Maxime Deschamps，1991年12月20日—），加拿大男子花样滑冰运动员，2023年四大洲花样滑冰锦标赛双人滑铜牌得主、2024年四大洲花样滑冰锦标赛双人滑金牌得主。